# Selassie Ibrahim
Pour les articles homonymes, voir Ibrahim (homonymie).
 (juin 2024).
La mise en forme du texte ne suit pas les recommandations de Wikipédia : il faut le « wikifier ».
Les points d'amélioration suivants sont les cas les plus fréquents :
- Les titres sont pré-formatés par le logiciel. Ils ne sont ni en capitales, ni en gras.
- Le texte ne doit pas être écrit en capitales (les noms de famille non plus), ni en gras, ni en italique, ni en « petit »…
- Le gras n'est utilisé que pour surligner le titre de l'article dans l'introduction, une seule fois.
- L'italique est rarement utilisé : mots en langue étrangère, titres d'œuvres, noms de bateaux, etc.
- Les citations ne sont pas en italique mais en corps de texte normal. Elles sont entourées par des guillemets français : « et ».
- Les listes à puces sont à éviter, des paragraphes rédigés étant largement préférés. Les tableaux sont à réserver à la présentation de données structurées (résultats, etc.).
- Les appels de note de bas de page (petits chiffres en exposant, introduits par l'outil «  Source ») sont à placer entre la fin de phrase et le point final[comme ça].
- Les liens internes (vers d'autres articles de Wikipédia) sont à choisir avec parcimonie. Créez des liens vers des articles approfondissant le sujet. Les termes génériques sans rapport avec le sujet sont à éviter, ainsi que les répétitions de liens vers un même terme.
- Les liens externes sont à placer uniquement dans une section « Liens externes », à la fin de l'article. Ces liens sont à choisir avec parcimonie suivant les règles définies. Si un lien sert de source à l'article, son insertion dans le texte est à faire par les notes de bas de page.
- La présentation des références doit suivre les conventions bibliographiques. Il est recommandé d'utiliser les modèles {{Ouvrage}}, {{Chapitre}}, {{Article}}, {{Lien web}} et/ou {{Bibliographie}}. Le mode d'édition visuel peut mettre en forme automatiquement les références.
- Insérer une infobox (cadre d'informations à droite) n'est pas obligatoire pour parachever la mise en page.

Pour une aide détaillée, merci de consulter Aide:Wikification.
Si vous pensez que ces points ont été résolus, vous pouvez retirer ce bandeau et améliorer la mise en forme d'un autre article.
 (juin 2024).
 (juin 2024).
Selassie Ibrahim est une actrice, productrice de films, philanthrope et entrepreneure ghanéenne, PDG de Smarttys Management and Production, née le 19 mai.

## Biographie
Selassie a joué dans des films tels que Her Mother's Man réalisé par Desmond Elliot pour Irokotv, et d'autres films comme Sans limites, Manigances amoureuses, Graduation, City Crime, Je te déteste aussi, Meet the Jacobs, 40 te va bien, etc.
Elle a partagé l'affiche avec Freddie Leonard, Uche Jombo, John Dumelo, Shafy Bello ou encore Roselyn Ngissah (dans son film 40 Looks Good on You,,). Elle a participé à plus de 50 films ghanéens. 
Elle est la directrice exécutive de Jabneel Impact, une organisation non gouvernementale de développement (ONG). Elle vise à offrir des moyens de subsistance durables à un segment précis de personnes vulnérables dans notre société. Elle améliore leur capacité de fonctionnement social grâce à des stratégies minutieusement élaborées,. 
Elle est PDG de Smarttys Management and Productions, une entreprise spécialisée dans la publicité, les documentaires, la production cinématographique, les magazines, les relations publiques et les services de conseil. 
Elle a réalisé un film intitulé "CEO".

## Carrière
Selassie Ibrahim fait ses débuts au cinéma dans les années 90 avec le film My sweetie, aux côtés  de Grace Omaboe et Mc-Jordan Amatefio. En 2015, elle produit son premier film, mettant en vedette Nadia Buari, James Gardner, Desmond Elliot, Roselyn Ngissah. En 2017, elle produit une série télévisée, réalisée par Desmond Elliot, intitulée Entrapped, diffusée sur African Magic, EbonyLifeTV et TV3 Network au Ghana. Elle joue dans diverses productions nigérianes pour IROKOtv, notamment Baby Palaver et Her Mother's Man. Elle est nommée pour le prix de la meilleure actrice dans un second rôle aux Golden Movie Awards 2019.
Selassie sort son nouveau film 40 Looks Good On You en 2019. La première projection du film a lieu au cinéma Silver Bird et au centre commercial West Hills à Accra. 
Le film raconte l'histoire de cinq meilleurs amis (Yaaba, Stacy, Mawusi, Ruth et Araaba) qui, durant leurs années universitaires, ont fait un pacte pour réussir avant leurs 40 ans. Les cinq amis étaient prêts à tout, y compris à mentir, pour atteindre leurs objectifs. Ils ont élaboré des plans détaillés pour leurs relations, carrières et vies personnelles. Cependant, la vie leur a réservé des surprises inattendues. Finalement, ils ont réussi à trouver des solutions. 
Le film, réalisé par Pascal Amanfo , sort le 21 juin 2019.

### Vie privée
Selassie Ibrahim est mariée à Ibrahim Adam, ancien ministre du Congrès national démocratique. Ils ont un fils et une fille,,.